# Fußball-Europameisterschaft 2008/Niederlande
Dieser Artikel behandelt die niederländische Nationalmannschaft bei der Fußball-Europameisterschaft 2008 in Österreich und der Schweiz.
Zwanzig Jahre nach dem Erfolg bei der EM 1988 versuchte der damalige Torschützenkönig Marco van Basten als Trainer, die Elftal zu ihrem zweiten internationalen Titel zu führen. Nachdem das Oranje-Team sich bei der WM in Deutschland bereits im Achtelfinale Portugal geschlagen geben musste, stand van Basten wegen seiner ergebnisorientierten und uninspirierten Spielweise und Personal- und Wechselfehlern – speziell in diesem letzten Spiel – in der Kritik. Nach dem Ausscheiden hieß es, van Basten könne sich aber „darauf berufen, dass das eigentliche Ziel seiner Arbeit immer die Europameisterschaft ... gewesen sei.“ Das Zwischenziel Qualifikation wurde mit nur zwei Niederlagen in zwölf Spielen erreicht. Doch auch diese Auftritte waren selten überzeugend, so dass die Elftal Rumänien den Gruppensieg überlassen musste und sich mit nur einem Punkt Vorsprung vor Bulgarien als Zweiter qualifizierte. In einem Freundschaftsspiel in Wien am 26. März 2008 holte die Mannschaft bei EM-Gastgeber Österreich nach einem frühen 0:3 noch auf und verwandelte den Rückstand sogar in einen 4:3-Sieg.
Bei der EM-Auslosung in Luzern am 2. Dezember 2007 wurden die Niederlande in eine „Todesgruppe“ mit Weltmeister Italien, Vizeweltmeister Frankreich und dem Sieger ihrer Qualifikationsgruppe, Rumänien, gelost. Das Turnier in Österreich und der Schweiz war der letzte Auftritt Marco van Bastens als Bondscoach; nach der EM übernahm am 1. Juli 2008 Bert van Marwijk die Nationalmannschaft.

## Qualifikation
| Pl. | Land        | Sp. | S | U | N  | Tore    | Punkte |
| --- | ----------- | --- | - | - | -- | ------- | ------ |
| 1.  | Rumänien    | 12  | 9 | 2 | 1  | 026:700 | 29     |
| 2.  | Niederlande | 12  | 8 | 2 | 2  | 015:500 | 26     |
| 3.  | Bulgarien   | 12  | 7 | 4 | 1  | 018:700 | 25     |
| 4.  | Belarus     | 12  | 4 | 1 | 7  | 017:230 | 13     |
| 5.  | Albanien    | 12  | 2 | 5 | 5  | 012:180 | 11     |
| 6.  | Slowenien   | 12  | 3 | 2 | 7  | 009:160 | 11     |
| 7.  | Luxemburg   | 12  | 1 | 0 | 11 | 002:230 | 03     |

### Spielergebnisse
| 02.09.2006 | Luxemburg   | – | Niederlande | 0:1 (0:1) |
| 06.09.2006 | Niederlande | – | Belarus     | 3:0 (1:0) |
| 07.10.2006 | Bulgarien   | – | Niederlande | 1:1 (1:0) |
| 11.10.2006 | Niederlande | – | Albanien    | 2:1 (2:0) |
| 24.03.2007 | Niederlande | – | Rumänien    | 0:0       |
| 28.03.2007 | Slowenien   | – | Niederlande | 0:1 (0:0) |

| 08.09.2007 | Niederlande | – | Bulgarien   | 2:0 (1:0) |
| 12.09.2007 | Albanien    | – | Niederlande | 0:1 (0:0) |
| 13.10.2007 | Rumänien    | – | Niederlande | 1:0 (0:0) |
| 17.10.2007 | Niederlande | – | Slowenien   | 2:0 (1:0) |
| 17.11.2007 | Niederlande | – | Luxemburg   | 1:0 (1:0) |
| 21.11.2007 | Belarus     | – | Niederlande | 2:1 (0:0) |

## Vorbereitung
Vom 20. bis zum 24. Mai war der vorläufige 26-er-Kader im Trainingslager in Noordwijk. Am 24. Mai traf die Elftal in De Kuip in einem Testspiel auf die Ukraine, das sie mit 3:0 gewann. Das niederländische Team setzte sich – ohne die sicheren EM-Teilnehmer van der Sar, van Nistelrooj, Robben, Sneijder, van Persie und Vennegoor of Hesselink – gegen den Viertelfinalisten der WM 2006 mit aggressivem, überlegtem Spiel durch. Die Tore erzielten Kuyt, Huntelaar und Babel.
Die Vorbereitung wurde vom 26. Mai bis zum 1. Juni im Golden Tulip Victoria in Hoenderloo bei Apeldoorn fortgesetzt. Dabei traf das Team am 29. Mai – diesmal mit den im ersten Testspiel noch geschonten Spielern – in Eindhoven auf Dänemark; bei dem 1:1-Unentschieden überzeugte vor allem in der ersten Halbzeit die „lebendige Spielfreude“ des van-Basten-Teams Zuschauer wie Kritiker. Zwar war die Mannschaft nicht so überlegen wie gegen die Ukraine; das aber lag daran, dass die Dänen mehr entgegenzusetzen hatten. Ruud van Nistelrooy – als einzige Spitze in van Bastens derzeit bevorzugtem 4-2-3-1-System – erzielte in seinem 60. Länderspiel seinen 31. Treffer; nach der Pause glich Christian Poulsen aus. Am 1. Juni traf das Oranje-Team zum Abschluss der Vorbereitung auf Wales. Beim 2:0-Sieg (Tore: Robben und Sneijder) spielte die Mannschaft „nicht glänzend, bekam aber zu keiner Zeit Probleme“ mit den Walisern. Nach den drei Testspielen zeichnete sich für die EM-Endrunde ab, dass Mathijsen in der Abwehr den Vorzug vor Bouma erhalten würde. Das defensive Mittelfeld sollten in der Schweiz danach Engelaar und de Zeeuw besetzen; für die offensive Kreativabteilung waren Robben, Sneijder und van der Vaart erste Wahl mit van Nistelrooy als Spitze. Seit dem Abend des 3. Juni ist die Mannschaft im EM-Quartier im Beau Rivage Palace in Lausanne. Am ersten Tag in der Schweiz konnte auch der angeschlagene van Persie erstmals am Mannschaftstraining des Kaders teilnehmen. Am 5. Juni besuchten rund 4000 Fußballfans das öffentliche Training des Oranje-Teams im Stade Olympique de la Pontaise. Nachdem sich Robben am 7. Juni im Training eine Leistenverletzung zugezogen hatte, war van Bastens Wunschformation im Angriff geplatzt. Ersatzspieler auf der linken Seite war in der Anfangsformation des ersten Matches gegen Italien Kuyt.

## Niederländisches Aufgebot
Am 6. Mai gab der KNVB einen vorläufigen erweiterten 30er-EM-Kader bekannt, aus dem am 16. Mai fünf Namen gestrichen wurden: neben Clarence Seedorf, der sich bereits am 13. Mai selbst abgemeldet hatte, da er „seinen Stellenwert innerhalb der Mannschaft zu gering“ geschätzt sah, und bei van Basten Vertrauen vermisste, waren das auch Urby Emanuelson, Kew Jaliens, Hedwiges Maduro und Danny Koevermans. Statt Seedorfs wurde zusätzlich zu den 25 verbliebenen Spielern der lange verletzte Khalid Boulahrouz ins Aufgebot für das Trainingslager in Noordwijk berufen. Am Tag nach dem Testspiel gegen die Ukraine gab van Basten bekannt, dass Torhüter Sander Boschker und Mittelfeldakteur Denny Landzaat nicht mit in die Schweiz fahren werden. Am 27. Mai gaben van Basten und van 't Schip das vermeintlich endgültige Aufgebot bekannt; als letzter Spieler wurde Boulahrouz wieder aus dem Kader gestrichen. Am 31. Mai 2008 wurde Boulahrouz jedoch wieder unter die 23 EM-Reisenden berufen; er wurde für Ryan Babel nachnominiert, der sich im Training einen Bänderriss zugezogen hatte.
| Nr.               | Name                       | Verein vor EM-Beginn | Geburtstag | Spiele   | Tore     |          |          |          |          |
| Torhüter          | Torhüter                   | Torhüter             | Torhüter   | Torhüter | Torhüter | Torhüter | Torhüter | Torhüter | Torhüter |
| ----------------- | -------------------------- | -------------------- | ---------- | -------- | -------- | -------- | -------- | -------- | -------- |
| 1                 | Edwin van der Sar          | Manchester United    | 29.10.1970 | 3        | 0        | 0        | 0        | 0        |          |
| 13                | Henk Timmer                | Feyenoord Rotterdam  | 03.12.1971 | 0        | 0        | 0        | 0        | 0        |          |
| 16                | Maarten Stekelenburg       | Ajax Amsterdam       | 22.09.1982 | 1        | 0        | 0        | 0        | 0        |          |
| Abwehrspieler     |                            |                      |            |          |          |          |          |          |          |
| 2                 | André Ooijer               | Blackburn Rovers     | 11.07.1974 | 3        | 0        | 1        | 0        | 0        |          |
| 3                 | John Heitinga              | Ajax Amsterdam       | 15.11.1983 | 3        | 0        | 0        | 0        | 0        |          |
| 4                 | Joris Mathijsen            | Hamburger SV         | 05.04.1980 | 3        | 0        | 0        | 0        | 0        |          |
| 5                 | Giovanni van Bronckhorst   | Feyenoord Rotterdam  | 05.02.1975 | 3        | 1        | 0        | 0        | 0        |          |
| 12                | Mario Melchiot             | Wigan Athletic       | 04.11.1976 | 1        | 0        | 0        | 0        | 0        |          |
| 14                | Wilfred Bouma              | Aston Villa          | 15.06.1978 | 2        | 0        | 0        | 0        | 0        |          |
| 15                | Tim de Cler                | Feyenoord Rotterdam  | 08.11.1978 | 2        | 0        | 0        | 0        | 0        |          |
| 21                | Khalid Boulahrouz          | FC Sevilla           | 28.12.1981 | 4        | 0        | 1        | 0        | 0        |          |
| Mittelfeldspieler |                            |                      |            |          |          |          |          |          |          |
| 6                 | Demy de Zeeuw              | AZ Alkmaar           | 26.05.1983 | 1        | 0        | 0        | 0        | 0        |          |
| 8                 | Orlando Engelaar           | FC Twente Enschede   | 24.08.1979 | 4        | 0        | 0        | 0        | 0        |          |
| 10                | Wesley Sneijder            | Real Madrid          | 09.06.1984 | 3        | 2        | 0        | 0        | 0        |          |
| 11                | Arjen Robben               | Real Madrid          | 23.01.1984 | 2        | 1        | 0        | 0        | 0        |          |
| 17                | Nigel de Jong              | Hamburger SV         | 30.11.1984 | 3        | 0        | 1        | 0        | 0        |          |
| 20                | Ibrahim Afellay            | PSV Eindhoven        | 02.04.1986 | 3        | 0        | 0        | 0        | 0        |          |
| 23                | Rafael van der Vaart       | Hamburger SV         | 11.02.1983 | 3        | 0        | 1        | 0        | 0        |          |
| Stürmer           |                            |                      |            |          |          |          |          |          |          |
| 7                 | Robin van Persie           | FC Arsenal           | 06.08.1983 | 4        | 2        | 1        | 0        | 0        |          |
| 9                 | Ruud van Nistelrooy        | Real Madrid          | 01.07.1976 | 3        | 2        | 0        | 0        | 0        |          |
| 18                | Dirk Kuyt                  | FC Liverpool         | 22.07.1980 | 4        | 1        | 0        | 0        | 0        |          |
| 19                | Klaas-Jan Huntelaar        | Ajax Amsterdam       | 12.08.1983 | 1        | 1        | 0        | 0        | 0        |          |
| 22                | Jan Vennegoor of Hesselink | Celtic Glasgow       | 07.11.1978 | 1        | 0        | 0        | 0        | 0        |          |
| Trainer           |                            |                      |            |          |          |          |          |          |          |
|                   | Marco van Basten           |                      | 31.10.1964 |          |          |          |          |          |          |

## Spiele

### Vorrunde
| Pl. | Land        | Sp. | S | U | N | Tore    | Diff. | Punkte |
| --- | ----------- | --- | - | - | - | ------- | ----- | ------ |
| 1.  | Niederlande | 3   | 3 | 0 | 0 | 009:100 | +8    | 09     |
| 2.  | Italien     | 3   | 1 | 1 | 1 | 003:400 | −1    | 04     |
| 3.  | Rumänien    | 3   | 0 | 2 | 1 | 001:300 | −2    | 02     |
| 4.  | Frankreich  | 3   | 0 | 1 | 2 | 001:600 | −5    | 01     |

- Niederlande – Italien 3:0 (2:0)
  - van der Sar – Ooijer, Boulahrouz (77. Heitinga), Mathijsen, van Bronckhorst – de Jong (), Engelaar – Kuyt (81. Afellay), van der Vaart, Sneijder – van Nistelrooij (70. van Persie)

Torfolge: 

1:0 Ruud van Nistelrooy (26.)

2:0 Wesley Sneijder (31.)

3:0 Giovanni van Bronckhorst (79.)

Mit ansehnlichem Tempofußball wies Oranje den Weltmeister in die Schranken und zeigte vor allem die Defensivschwäche der Italiener auf. Das Tor zum 1:0 sorgte für Aufregung, da die Italiener eine Abseitsstellung vermuteten, doch Panucci hob im Toraus das Abseits auf. Nach der Pause versuchte Italien besser dagegenzuhalten, konnte jedoch nicht den entscheidenden Torschuss landen. Nach dem Kontertor zum 3:0 war die Partie entschieden.
- Niederlande – Frankreich 4:1 (1:0)
  - van der Sar – Ooijer (), Boulahrouz, Mathijsen, van Bronckhorst – de Jong, Engelaar (46. Robben) – Kuyt (55. van Persie), van der Vaart (78. Bouma), Sneijder – van Nistelrooij

Torfolge:
1:0 Dirk Kuyt (9.)
2:0 Robin van Persie (59.)
2:1 Thierry Henry (71.)
3:1 Arjen Robben (72.)
4:1 Wesley Sneijder (90.+2’)
Gegen den Vizeweltmeister machten die van-Basten-Schützlinge bereits im zweiten Spiel den Einzug ins Viertelfinale klar. Das sehr gut mitspielende und kämpferisch starke französische Team stand mehrmals kurz davor, den Ausgleich zu erzielen. Auch nach dem Anschlusstreffer und dem 3:1 im Gegenzug gaben die Franzosen nie auf; erst in der Nachspielzeit stellten die Niederländer das Endergebnis her, das in seiner Höhe über die Dramatik des Spiels hinwegtäuscht.
- Niederlande – Rumänien 2:0 (0:0)
  - Stekelenburg – Boulahrouz (58. Melchiot), Heitinga, Bouma, de Cler – de Zeeuw, Engelaar – Afellay, van Persie, Robben (61. Kuyt) – Huntelaar (83. Vennegoor of Hesselink)

Torfolge:
1:0 Klaas-Jan Huntelaar (54.)
2:0 Robin van Persie (87.)
„Ohne neun“ traten die Niederlande im dritten Spiel gegen Rumänien an. In der Anfangsformation waren bis auf Boulahrouz und Engelaar nur Spieler, die bis dahin nicht in der Startelf waren. In einem kontrollierten Spiel besiegte die niederländische „B-Elf“ die Rumänen ohne Probleme mit 2:0. Im Viertelfinale am 21. Juni heißt der Gegner Russland.
Details siehe Fußball-Europameisterschaft 2008/Gruppe C

### Viertelfinale
- Niederlande – Russland 1:3 n. V. (1:1, 0:0)

van der Sar – Boulahrouz () (54. Heitinga), Ooijer, Mathijsen, van Bronckhorst – de Jong, Engelaar (62. Afellay) – Kuyt (46. van Persie ()), van der Vaart (), Sneijder – van Nistelrooy
Torfolge:
0:1 Roman Pawljutschenko (56.)
1:1 Ruud van Nistelrooy (86.)
1:2 Dmitri Torbinski (112.)
1:3 Andrei Arschawin (116.)
Die niederländische Mannschaft blieb von Anfang an den Beweis der Klasse schuldig, die sie in den ersten Spielen zeigte. Verhalten und ohne Biss spielend musste sie nach der Pause den Rückstand hinnehmen, den van Nistelrooy erst kurz vor Schluss der regulären Spielzeit egalisieren konnte. In der Verlängerung erwies sich der vom Niederländer Guus Hiddink trainierte Gegner als die effektivere Mannschaft. Marco van Bastens Traum, der erste Spieler zu sein, der auch als Trainer die Europameisterschaft gewinnt, war beendet.
Details siehe Fußball-Europameisterschaft 2008#Viertelfinale